# Комліченко Микола Миколайович
Микола Комліченко (рос. Никола́й Никола́евич Комличе́нко; нар. 29 червня 1995) — російський футболіст, нападник клубу «Ростов».
Виступав, зокрема, за клуб «Краснодар», а також молодіжну збірну Росії.

## Клубна кар'єра
Народився 29 червня 1995 року. Вихованець футбольної школи клубу «Краснодар».
У дорослому футболі дебютував 2013 року виступами за другу команду клубу «Краснодар», в якій провів два сезони, взявши участь у 57 матчах чемпіонату. Більшість часу, проведеного у складі, був основним гравцем атакувальної ланки команди. У складі був одним з головних бомбардирів команди, маючи середню результативність на рівні 0,65 голу за гру першості.
У сезоні 2014/15 чотири рази викликався до основного складу «Краснодара».
Частину сезону в 2015 році на правах оренди провів у складі команди клубу «Чорноморець» (Новоросійськ).
Протягом 2016 року захищав кольори команди клубу «Слован» також на правах оренди.
До складу клубу «Млада Болеслав» приєднався 2017 року. Станом на 26 травня 2019 року відіграв за команду з Млада Болеслава 27 матчів в національному чемпіонаті. За підсумками сезону чемпіонату Чехії 2018/19 став найкращим бомбардиром забивши в ворота суперників 28 м'ячів.
25 січня 2020 року, Комліченко уклав чотирирічний контракт із клубом «Динамо» (Москва).
11 червня 2021 року на правах оренди перейшов до клубу «Ростов». 10 липня 2022 року підписав з ростовчанами чотирирічний контракт.

## Виступи за збірні
2014 року дебютував у складі юнацької збірної Росії, взяв участь у 1 матчі на юнацькому рівні, відзначившись 2 забитими голами.
Протягом 2014—2016 років залучався до складу молодіжної збірної Росії. На молодіжному рівні зіграв у 6 офіційних матчах, забив 1 гол.
З 2019 року залучається до лав збірної Росії. Наразі за збірну провів 8 матчів в яких відзначився одним забитим м'ячем.

## Титули і досягнення
- Найкращий бомбардир Чемпіонату Чехії (1):

«Млада Болеслав»: 2018-19